# Eleições legislativas na Itália em 2018
As eleições legislativas na Itália em 2018 ocorreram em 4 de março para eleger todos os 630 assentos da Câmara dos Deputados e todos os 315 assentos eletivos do Senado. O resultado desta eleição determina o próximo primeiro-ministro do país. A eleição aconteceu simultaneamente com as eleições regionais da Lombardia e do Lácio.
Os italianos elegem de forma direta seus membros do Parlamento desde 1948. Na última eleição, em 2013, o Partido Democrático conseguiu uma maioria na Câmara dos Deputados, mas não no Senado. Consequentemente, formou uma grande coalizão e, através de Enrico Letta, Matteo Renzi e Paolo Gentiloni, governa o país desde então.

## Contexto
Nas eleições gerais de 2013 nenhuma das três principais alianças – a de centro-direita liderada por Silvio Berlusconi, a de centro-esquerda liderada por Pier Luigi Bersani e o MoVimento 5 Estrelas (M5S) liderado por Beppe Grillo - ganhou uma maioria absoluta no Parlamento. Após Bersani fracassar em sua tentativa de formar um governo, Enrico Letta, vice-secretário-geral do Partido Democrático, recebeu do presidente Giorgio Napolitano a tarefa de formar um governo de coalizão. O Gabinete de Letta consistiu, além do seu partido, do O Povo da Liberdade, de Berlusconi, da Escolha Cívica, da União dos Democratas-Cristãos e de Centro, além de outras agremiações.
Em novembro de 2013, Berlusconi anunciou a recriação do partido Força Itália, bem como sua ida para a oposição ao governo Letta. O movimento levou a uma ruptura, com um grande número de deputados e senadores liderados pelo ministro do Interior, Angelino Alfano, migrando para o recém-criado Novo Centro-direita, fiel ao governo. Em dezembro, após a eleição de Matteo Renzi como secretário-geral do PD, houve tensões persistentes que culminaram com a renúncia de Letta como primeiro-ministro em fevereiro de 2014. Renzi então formou um governo baseado na mesma coalizão (incluindo o NCD), mas apresentando um discurso reformista.
Renzi recebeu um forte apoio de seu partido, algo reforçado com os bons resultados obtidos pelos democratas nas eleições parlamentares europeias e pela eleição de Sergio Mattarella como presidente da Itália em 2015. No poder, Renzi implementou várias reformas, incluindo uma nova lei eleitoral (que mais tarde seria declarada parcialmente inconstitucional pelo Tribunal Constitucional), um relaxamento das leis trabalhistas com a intenção de impulsionar o crescimento econômico, uma profunda reforma da administração pública, a simplificação dos processos civis, o reconhecimento das uniões civis entre pessoas do mesmo sexo e a abolição de vários impostos menores.
Como uma das consequências da Guerra Civil da Líbia, o alto nível de imigração ilegal para a Itália teve de ser enfrentado pelo governo. Houve um aumento no número de imigrantes resgatados no mar que eram trazidos para os portos do sul do país, provocando críticas do M5S, FI e Liga Norte (LN), causando também uma diminuição da popularidade de Renzi. Em dezembro de 2016, uma reforma constitucional proposta pelo governo de Renzi e devidamente aprovada pelo Parlamento foi rejeitada em um referendo constitucional.  Quase 60% dos eleitores opuseram-se, e Renzi renunciou, sendo substituído pelo ministro das Relações Exteriores, Paolo Gentiloni. Em dezembro de 2017, uma pesquisa de opinião conduzida pelo Instituto Piepoli indicou que o índice de confiança em Gentiloni era de 44 por cento, superado apenas pelo presidente Mattarella, com 57 por cento.

## Processo eleitoral

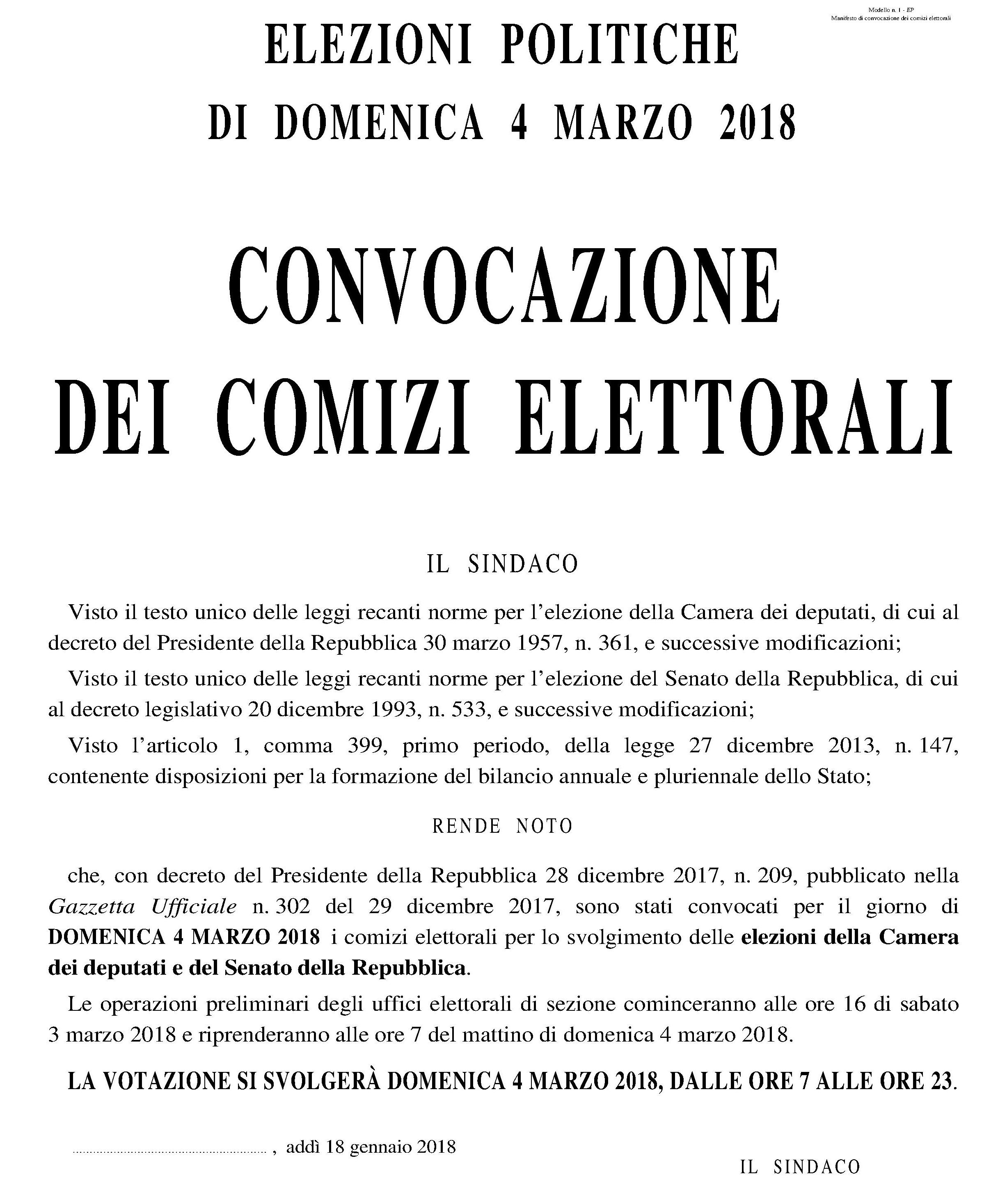
Decreto do presidente Sergio Mattarella convocando as eleições de 2018.

Como resultado do referendo constitucional de 2016 e de duas sentenças diferentes do Tribunal Constitucional, as leis eleitorais para as duas casas do Parlamento italiano careciam de uniformidade. Em outubro de 2017, os partidos PD, AP, FI e LN, além de outros menores, concordaram com uma nova legislação eleitoral, que foi aprovada pela Câmara dos Deputados por 375-215 e pelo Senado por 214-61, com a oposição de parlamentares do MoVimento 5 Estrelas. O chamado Rosatellum bis é um sistema misto, com 37% dos assentos sendo alocados por maioria simples de votos e 63% pelo método do resto maior, em um único turno de votação. Com isso, a escolha dos assentos em ambas as casas do Parlamento foi dividida da seguinte forma:
- Através do sistema eleitoral de maioria simples, por pluralidade de votos, 232 deputados e 116 senadores;
- Através do sistema de distritos com representantes múltiplos, por representação proporcional nacional, 386 deputados e 193 senadores;
- Através de distritos eleitorais em cada região do exterior, 12 deputados e 6 senadores.

Em 28 dezembro de 2017, o presidente Sergio Mattarella dissolveu o Parlamento, convocando novas eleições para 4 de março de 2018. O decreto assinado por Mattarella também estabeleceu em 23 de março a eleição dos presidentes da Câmara dos Deputados e do Senado. Em seu tradicional discurso de final de ano, em 31 de dezembro, Mattarella pediu aos partidos que apresentassem propostas "realistas e concretas", bem como expressou seu desejo por uma alta participação dos eleitores.

## Campanha

### Definição das candidaturas e coligações

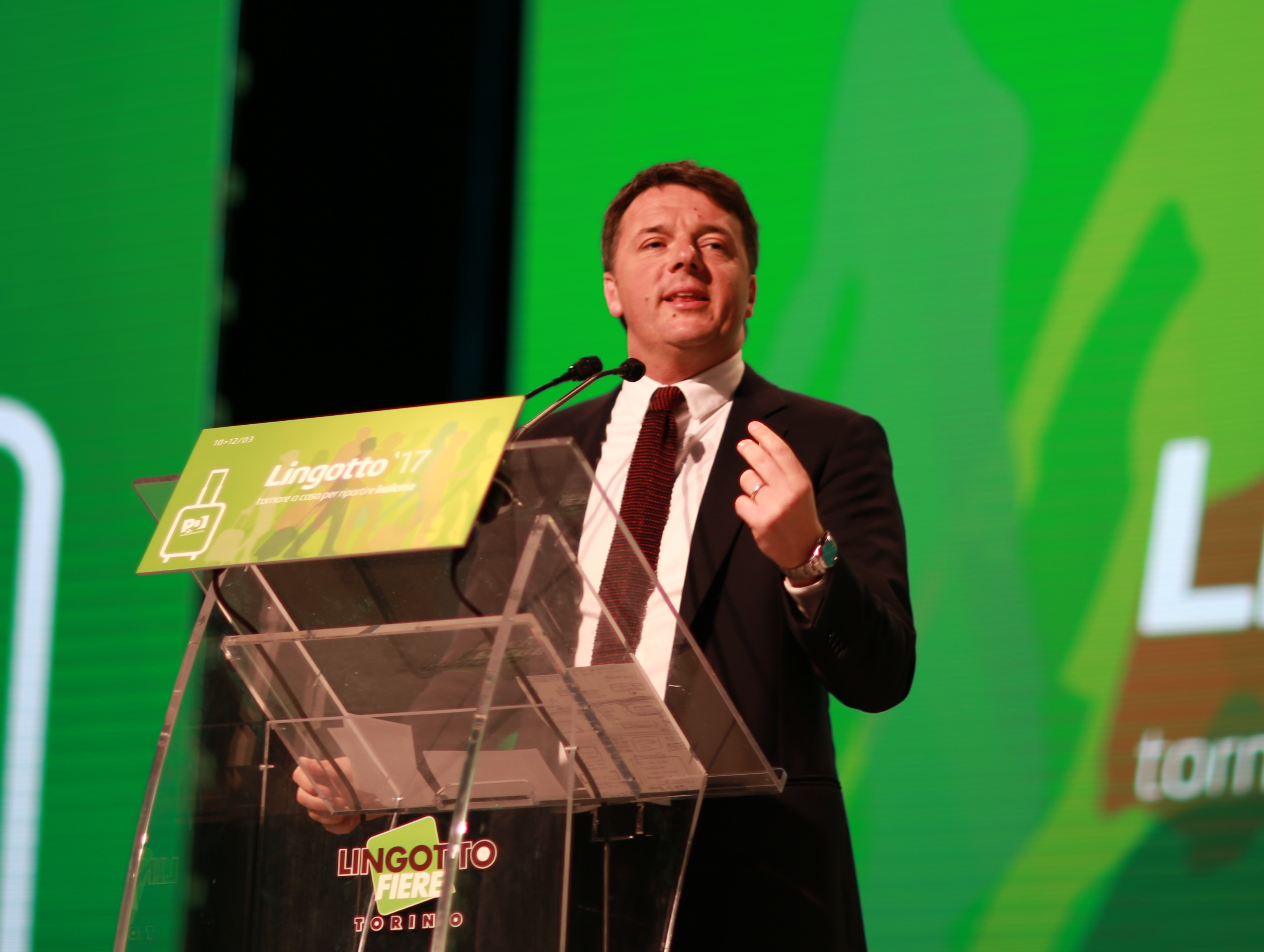
Matteo Renzi discursando na convenção do Partido Democrático no Lingotto, em março de 2017.

No início de 2017, em oposição às políticas de Renzi, alguns democratas de esquerda liderados por Pier Luigi Bersani, Massimo D'Alema e Roberto Speranza lançaram, juntamente com dissidentes da Esquerda Italiana, o Movimento Democrático e Progressista (MDP). Em abril, Renzi foi reeleito secretário-geral do Partido Democrático e, com isso, escolhido o candidato do partido para o cargo de primeiro-ministro, derrotando o ministro da Justiça Andrea Orlando e o Governador da Apúlia Michele Emiliano.
Em maio de 2017, Matteo Salvini foi reeleito secretário federal da Liga do Norte e lançou sua própria candidatura. Sob sua liderança, o partido enfatizou o eurocepticismo, a oposição à imigração e outras políticas populistas. De fato, o objetivo de Salvini foi relançar o LN como um partido "nacional" ou, mesmo, "nacionalista italiano", enfraquecendo qualquer proposta de separatismo do norte. Esta estratégia tornou-se particularmente evidente em dezembro, quando o LN apresentou seu novo logotipo eleitoral, sem a palavra "Nord" (Norte).
O outono registrou alguns desenvolvimentos importantes à esquerda do espectro político: em novembro, o Força Europa, os Radicais Italianos e alguns liberais lançaram uma lista conjunta denominada Mais Europa (+E), liderada pela líder radical de longa data Emma Bonino; em dezembro, o MDP, o SI e Possível anunciaram a criação de uma lista conjunta denominada Livres e Iguais (LeU) sob a liderança de Pietro Grasso, presidente do Senado e ex-promotor anti-máfia; o Partido Socialista, a Federação dos Verdes, a Área Cívica e a Área Progressista formaram uma lista denominada "Juntos" (I; Insieme, em italiano) em apoio ao PD; o Partido da Refundação Comunista, o Partido Comunista, centros sociais, partidos menores, comitês locais e associações criaram uma lista conjunta de extrema-esquerda denominada Poder ao Povo (PaP), sob a liderança da Viola Carofalo.

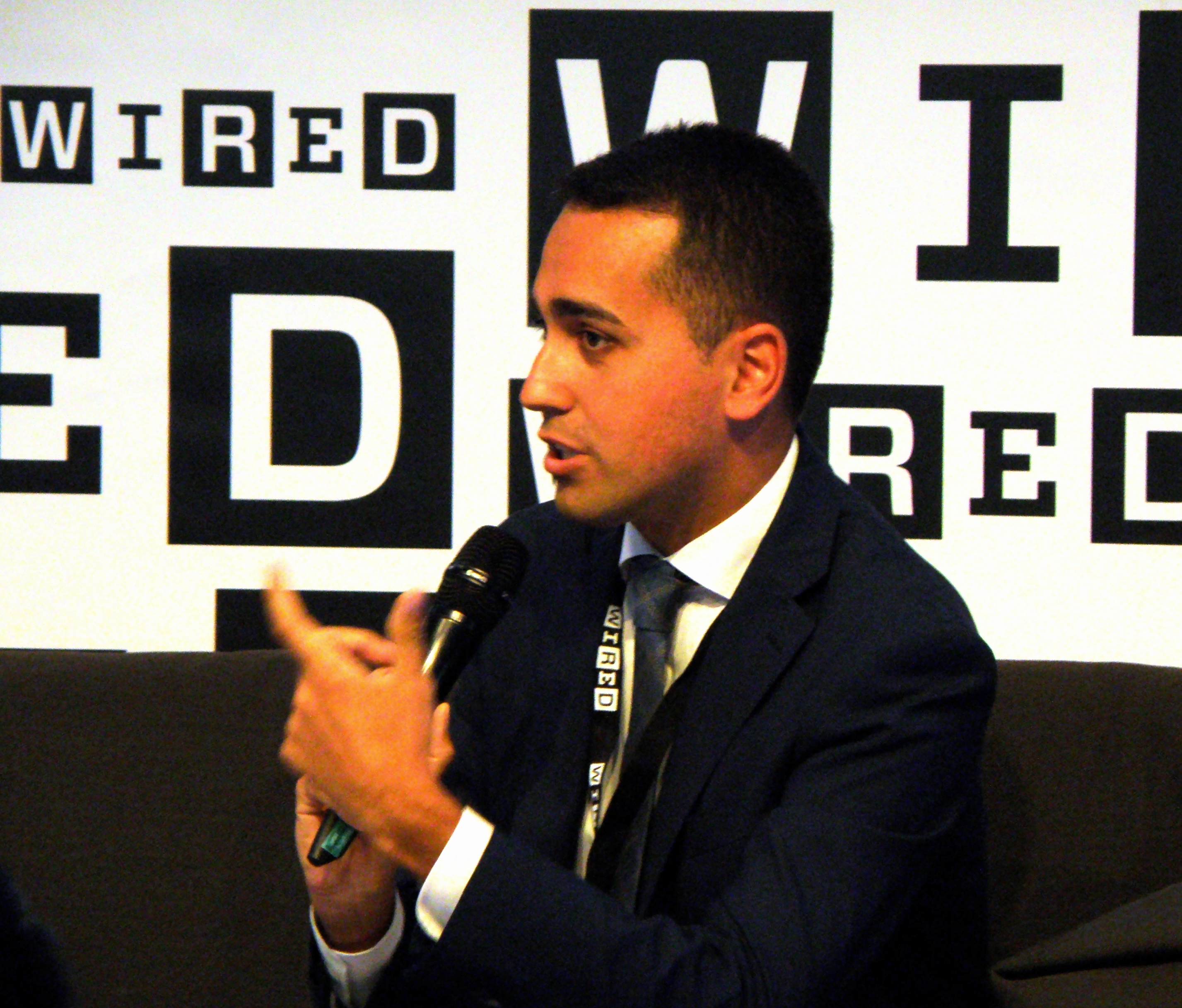
Luigi Di Maio foi escolhido como o candidato a primeiro-ministro do MoVimento 5 Estrelas.

Aos 31 anos de idade, Luigi Di Maio foi selecionado como candidato a primeiro-ministro e "chefe político" do MoVimento 5 Estrelas, substituindo Beppe Grillo. No entanto, nos meses seguintes o comediante populista foi acusado pelos críticos de continuar a ser o líder de fato do partido, enquanto um papel cada vez mais importante, embora não oficial, foi assumido por Davide Casaleggio, filho de Gianroberto, um estrategista que fundou o M5S juntamente com o Grillo em 2009 e morreu em 2016.
No final de dezembro, o centrista Alternativa Popular (AP), que tinha sido um parceiro chave na coalizão com o PD, dividiu-se entre aqueles que queriam voltar a apoiar a centro-direita e aqueles que preferiam apoiar a coalizão de Renzi. Dois grupos de integrantes da AP, um liderado por Maurizio Lupi e outro por Enrico Costa, formaram com a Direção Itália, Escolha Cívica, Aja!, Construção Popular e o Movimento para as Autonomias uma lista conjunta de centro-direita nomeada Nós com a Itália (NcL). A lista foi posteriormente ampliada com a entrada da União dos Democratas-Cristãos e de Centro, a União dos Democratas pela Europa e outros partidos menores. Os membros restantes da AP, do Itália dos Valores, dos Centristas pela Europa, da Democracia Solidária e dos grupos menores uniram forças e criaram a lista Cívica Popular (PC), pró-PD e liderada pela Ministra da Saúde Beatrice Lorenzin.

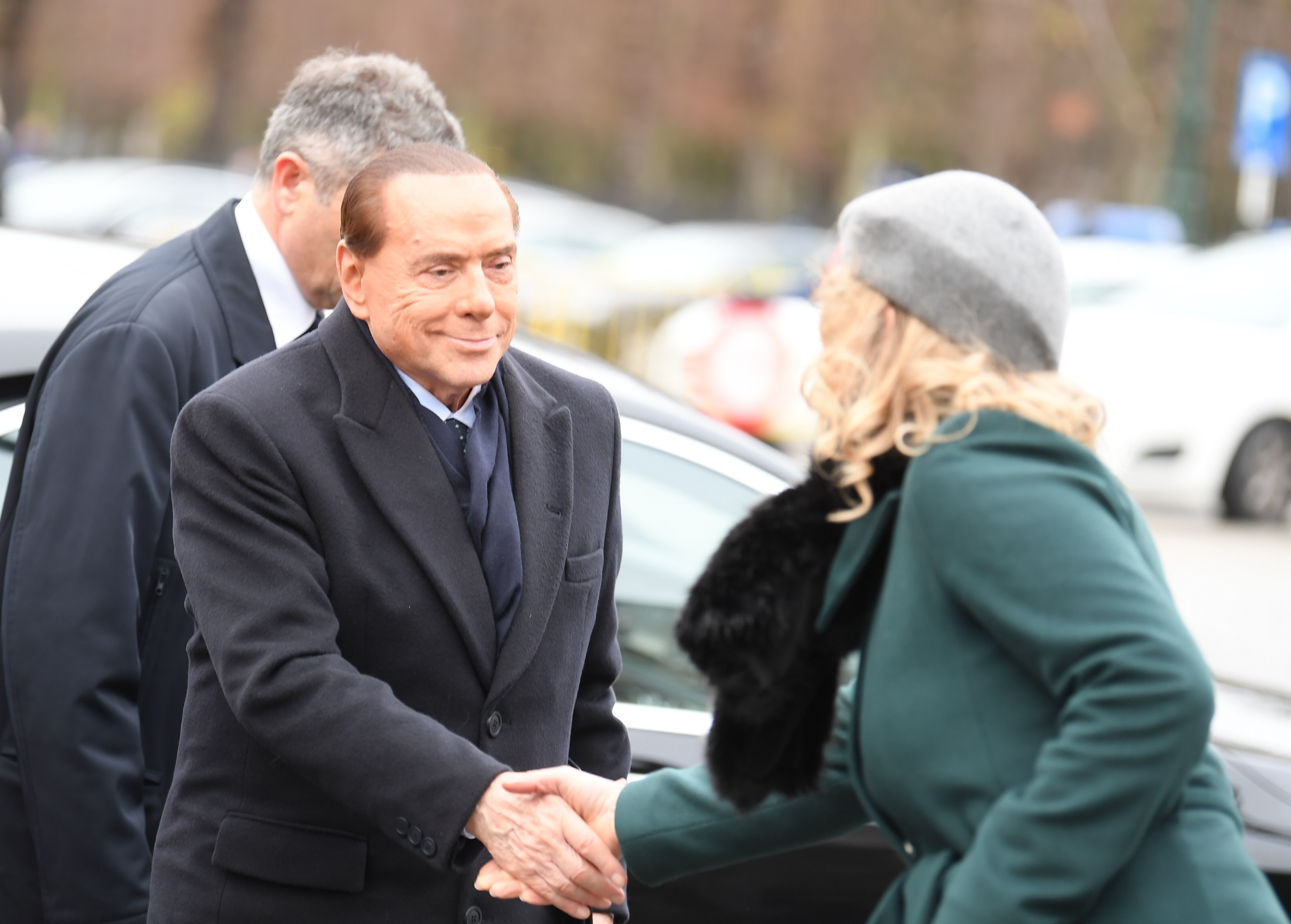
Silvio Berlusconi, líder do Força Itália, em dezembro de 2017.

Embora líder do Força Itália desde sua refundação, em junho de 2013, Silvio Berlusconi, primeiro-ministro por três ocasiões diferentes, não pôde apresentar-se como candidato ao cargo caso sua coligação fosse vitoriosa por estar inelegível devido a uma condenação judicial. Condenado em 2013 por fraude fiscal, Berlusconi ficou inelegível até 2019, admitindo a possibilidade de ser candidato a primeiro-ministro depois deste período. No final de fevereiro de 2018, Berlusconi indicou que Antonio Tajani, presidente do Parlamento Europeu, seria o candidato do partido a primeiro-ministro. Em 1º de março, Tajani aceitou o convite de Berlusconi, declarando: "Agradeço ao presidente Berlusconi por seu ato de estima para mim. Eu lhe transmiti esta tarde minha disponibilidade para servir à Itália. Agora a decisão compete a nossos cidadãos e ao presidente da República."

#### Lista de partidos e líderes
Os seguintes partidos disputaram as eleições gerais de 2018:
| Coligação | Coligação                       | Partido                         | Partido                         | Ideologia principal     | Líder             | Notas         |
| --------- | ------------------------------- | ------------------------------- | ------------------------------- | ----------------------- | ----------------- | ------------- |
|           | Centro-esquerda                 |                                 | Partido Democrático             | Social-democracia       | Matteo Renzi      | [ 64 ] [ 65 ] |
|           | Centro-esquerda                 | Mais Europa                     | Liberalismo                     | Emma Bonino             | [ 66 ]            |               |
|           | Centro-esquerda                 | Juntos                          | Progressismo                    | Giulio Santagata        | [ 67 ]            |               |
|           | Centro-esquerda                 | Lista Cívica Popular            | Democracia cristã               | Beatrice Lorenzin       | [ 68 ]            |               |
|           | Centro-esquerda                 | SVP–PATT                        | Regionalismo                    | Philipp Achammer        | [ 69 ]            |               |
|           | Centro-direita                  |                                 | Força Itália                    | Conservadorismo liberal | Silvio Berlusconi | [ 70 ] [ 71 ] |
|           | Centro-direita                  | Liga Norte                      | Populismo de direita            | Matteo Salvini          | [ 72 ] [ 73 ]     |               |
|           | Centro-direita                  | Irmãos de Itália                | Nacionalismo italiano           | Giorgia Meloni          | [ 74 ] [ 75 ]     |               |
|           | Centro-direita                  | Nós com a Itália                | Democracia cristã               | Raffaele Fitto          | [ 76 ]            |               |
|           | MoVimento 5 Estrelas            | MoVimento 5 Estrelas            | MoVimento 5 Estrelas            | Populismo               | Luigi Di Maio     | [ 77 ] [ 78 ] |
|           | Livres e Iguais                 | Livres e Iguais                 | Livres e Iguais                 | Socialismo democrático  | Pietro Grasso     | [ 79 ] [ 80 ] |
|           | Poder para o Povo               | Poder para o Povo               | Poder para o Povo               | Comunismo               | Viola Carofalo    | [ 81 ] [ 82 ] |
|           | CasaPound                       | CasaPound                       | CasaPound                       | Neofascismo             | Simone Di Stefano | [ 83 ] [ 84 ] |
|           | PRI–ALA                         | PRI–ALA                         | PRI–ALA                         | Liberalismo             | Corrado Saponaro  | [ 85 ] [ 86 ] |
|           | O Povo da Família               | O Povo da Família               | O Povo da Família               | Conservadorismo social  | Mario Adinolfi    | [ 87 ]        |
|           | Partido Comunista               | Partido Comunista               | Partido Comunista               | Comunismo               | Marco Rizzo       | [ 88 ]        |
|           | Itália para os Italianos        | Itália para os Italianos        | Itália para os Italianos        | Neofascismo             | Roberto Fiore     | [ 89 ]        |
|           | 10 Vezes Melhor                 | 10 Vezes Melhor                 | 10 Vezes Melhor                 | Liberalismo             | Andrea Dusi       | [ 90 ]        |
|           | Lista do Povo pela Constituição | Lista do Povo pela Constituição | Lista do Povo pela Constituição | Anticorrupção           | Antonio Ingroia   | [ 91 ]        |

### Propostas

Logotipos de coligações, candidatos e partidos das eleições gerais na Itália em 2018.

O programa eleitoral do PD incluiu, entre os principais pontos, a introdução de um salário mínimo por hora de €10, um aumento dos subsídios para os desempregados, um subsídio mensal de €80 para pais de crianças pequenas, uma redução progressiva do impostos de renda e do corporativo, e uma redução dos fluxos de migrantes através de acordos bilaterais com os países de origem, sugerindo suspender o financiamento da União Europeia para países que se recusaram a recebê-los, como a Hungria e a Polônia. Entre os aliados do PD, o CP propôs a gratuidade da educação infantil, uma isenção fiscal para o bem-estar corporativo e outras medidas de saúde pública, como uma extensão do atendimento domiciliar para os idosos. O Mais Europa advogou pelo relançamento do processo de integração e federação europeias, com o objetivo de formar os Estados Unidos da Europa, e defendeu fortemente a integração social dos migrantes, opondo-se silenciosamente às políticas implementadas pelo ministro do Interior, Marco Minniti, do PD. A posição do Mais Europa sobre o processo europeu de integração também foi fortemente apoiada pelo PD.
A principal proposta da coalizão de centro-direita é uma grande reforma tributária baseada na introdução de um imposto fixo. Berlusconi também propôs o cancelamento do imposto sobre a produtividade, o aumento das pensões mínimas para €1.000, a introdução de uma "renda digna" para combater a pobreza, e o lançamento de um "Plano Marshall" para a África para reduzir a imigração ilegal para a Itália. Dentro do FI, existem alguns representantes do Movimento Animalista (MA) liderados por Michela Brambilla, cujo principal foco é, em especial, a proibição das roupas de peles e controles mais rigorosos em circos, cuidados veterinários gratuitos e estabelecimento de uma ouvidoria dos direitos dos animais. Além disso, a Liga do Norte propôs a possibilidade de aposentadoria com 41 anos de contribuições e a regularização da prostituição, tendo como objetivo principal a redução drástica da imigração ilegal, reintroduzindo os controles nas fronteiras, bloqueando as chegadas e repatriando todos os migrantes que não possuam direito de permanecer na Itália. A FdI defendeu um subsídio de €400 mensais aos recém nascidos até os seis anos como forma de aumentar o crescimento populacional, e a expansão do uso do exército como medida para combater o crime e uma nova lei sobre autodefesa.
O M5S apresentou um programa cujos principais pontos são: a introdução de uma renda básica, conhecida como "rendimento da cidadania", para combater a pobreza; o corte da dívida pública em 40 por cento em relação ao produto interno bruto em dez anos; a adoção de medidas para aumentar a quantidade de empregos entre os jovens; o aumento dos gastos em medidas de bem-estar familiar de 1,5 a 2,5 por cento do PIB; e uma lei constitucional que obrigaria os parlamentares a renunciar se pretendessem mudar de partido. A aliança Livre e Igual  centrou-se no chamado direito a estudar, propondo a abolição das taxas universitárias em determinados casos, além da reintrodução das proteções legais aos trabalhadores que foram retiradas pela Lei do Emprego do governo Renzi, e da luta contra a evasão fiscal, a corrupção e o crime organizado.

## Pesquisas de opinião
O gráfico abaixo revela os resultados das pesquisas eleitorais de intenções de votos realizadas de fevereiro de 2013 até fevereiro de 2018. De acordo com a legislação eleitoral da Itália, a publicação de pesquisas de opinião encontrava-se proibida nas últimas duas semanas da campanha eleitoral.

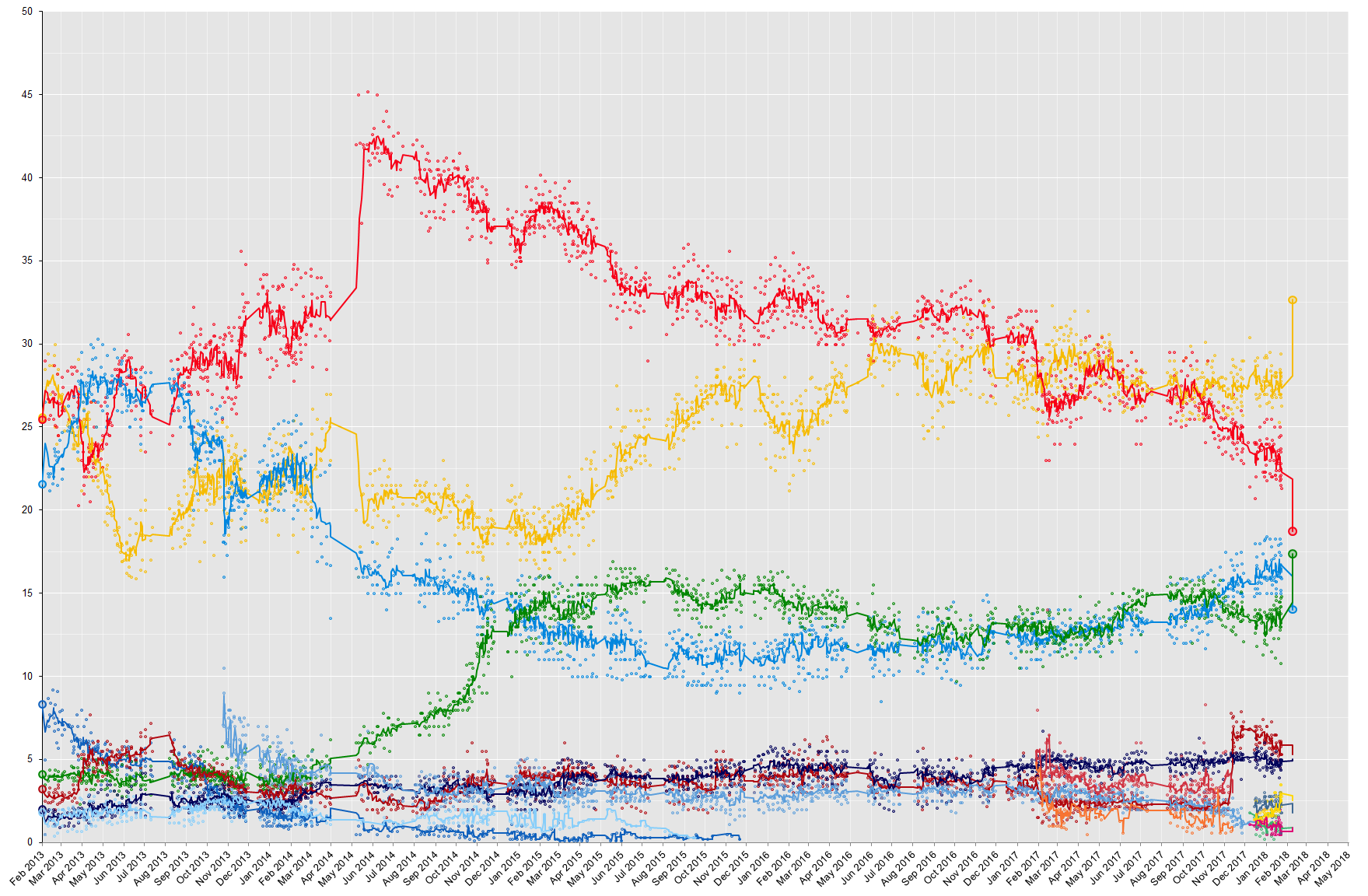

## Resultados Oficiais

### Câmara dos Deputados

#### (Excluindo o Vale de Aosta e a Emigração)
| Partido                 | Partido                     | Partido                     | Método Uninominal | Método Uninominal | Método Uninominal | Método Proporcional | Método Proporcional | Método Proporcional | Método Proporcional | Total     | +/-     |
| Partido                 | Partido                     | Partido                     | Votos             | %                 | Deputados         | Votos               | %                   | +/-                 | Deputados           | Total     | +/-     |
| ----------------------- | --------------------------- | --------------------------- | ----------------- | ----------------- | ----------------- | ------------------- | ------------------- | ------------------- | ------------------- | --------- | ------- |
|                         |                             | Liga                        | 12 147 611        | 37,00             | 49 / 232          | 5 691 921           | 17,37               | 13,28               | 73 / 385            | 122 / 617 | 104     |
|                         | Força Itália                | 44 / 232                    | 12 147 611        | 37,00             | 4 590 774         | 14,01               | 7,55                | 59 / 385            | 103 / 617           | 6         |         |
|                         | Irmãos de Itália            | 14 / 232                    | 12 147 611        | 37,00             | 1 426 564         | 4,35                | 2,39                | 19 / 385            | 33 / 617            | 24        |         |
|                         | Nós com a Itália            | 6 / 232                     | 12 147 611        | 37,00             | 428 298           | 1,30                | Novo                | 0 / 385             | 6 / 617             | Novo      |         |
| Centro-direita (Total)  | Centro-direita (Total)      | 113 / 232                   | 12 147 611        | 37,00             | 12 565 855        | 37,03               | 7,84                | 151 / 385           | 264 / 617           | 140       |         |
|                         | MoVimento 5 Estrelas        | MoVimento 5 Estrelas        | 10 727 567        | 32,68             | 94 / 232          | 10 697 994          | 32,66               | 7,10                | 133 / 385           | 227 / 617 | 119     |
|                         |                             | Partido Democrático         | 7 502 056         | 22,85             | 18 / 232          | 6 134 727           | 18,72               | 6,71                | 86 / 385            | 104 / 617 | 188     |
|                         | Mais Europa                 | 1 / 232                     | 7 502 056         | 22,85             | 134 651           | 0,41                | Novo                | 0 / 385             | 1 / 617             | Novo      |         |
|                         | Juntos                      | 2 / 232                     | 7 502 056         | 22,85             | 177 825           | 0,54                | Novo                | 0 / 385             | 2 / 617             | Novo      |         |
|                         | Lista Cívica Popular        | 2 / 232                     | 7 502 056         | 22,85             | 196 766           | 0,60                | Novo                | 0 / 385             | 2 / 617             | Novo      |         |
|                         | SVP-PATT                    | 2 / 232                     | 7 502 056         | 22,85             | 836 837           | 2,55                | 0,02                | 2 / 385             | 4 / 617             | 1         |         |
| Centro-esquerda (Total) | Centro-esquerda (Total)     | 25 / 232                    | 7 502 056         | 22,85             | 7 480 206         | 22,82               | 6,73                | 88 / 385            | 113 / 617           | 227       |         |
|                         | Livres e Iguais             | Livres e Iguais             | 1 113 969         | 3,39              | 0 / 232           | 1 109 198           | 3,38                | Novo                | 14 / 385            | 14 / 617  | Novo    |
|                         | Poder para o Povo           | Poder para o Povo           | 372 022           | 1,13              | 0 / 232           | 370 320             | 1,13                | Novo                | 0 / 385             | 0 / 617   | Novo    |
|                         | Outros (com menos de 1,00%) | Outros (com menos de 1,00%) | 962 174           | 2,95              | 0 / 232           | 959 327             | 2,98                |                     | 0 / 385             | 0 / 617   |         |
| Votos Inválidos         | Votos Inválidos             | Votos Inválidos             | 1 091 061         | 3,22              |                   | 1 161 416           | 3,42                | 0,17                |                     |           |         |
| Total                   | Total                       | Total                       | 33 916 460        | 100               | 232 / 232         | 33 916 460          | 100                 |                     | 385 / 385           | 617 / 617 |         |
| Eleitorado/Participação | Eleitorado/Participação     | Eleitorado/Participação     | 46 505 499        | 72,93             |                   | 46 505 499          | 72,93               | 2,27                |                     |           |         |
| Fonte                   | Fonte                       | Fonte                       | [ 109 ]           | [ 109 ]           | [ 109 ]           | [ 109 ]             | [ 109 ]             | [ 109 ]             | [ 109 ]             | [ 109 ]   | [ 109 ] |

#### Vale de Aosta
| Partido                 | Partido                       | Votos   | %       | +/-     | Deputados | +/-     |
| ----------------------- | ----------------------------- | ------- | ------- | ------- | --------- | ------- |
|                         | MoVimento 5 Estrelas          | 15 999  | 24,10   | 5,60    | 1 / 1     | 1       |
|                         | Coligação Vale de Aosta       | 14 429  | 21,74   | 3,63    | 0 / 1     | 1       |
|                         | Por Todos, Para Todos         | 12 118  | 18,25   | Novo    | 0 / 1     | Novo    |
|                         | Liga                          | 11 588  | 17,45   | 14,16   | 0 / 1     | Estável |
|                         | Força Itália-Irmãos de Itália | 5 533   | 8,33    | 4,12    | 0 / 1     | Estável |
|                         | Resposta Cívica               | 2 623   | 3,95    | Novo    | 0 / 1     | Novo    |
|                         | Poder para o Povo             | 1 700   | 2,56    | Novo    | 0 / 1     | Novo    |
|                         | CasaPound                     | 1 205   | 1,81    | Novo    | 0 / 1     | Novo    |
|                         | Partido Valor Humano          | 1 175   | 1,77    | Novo    | 0 / 1     | Novo    |
| Votos Inválidos         | Votos Inválidos               | 5 573   | 7,75    | 1,42    |           |         |
| Total                   | Total                         | 71 947  | 100     |         | 1 / 1     |         |
| Eleitorado/Participação | Eleitorado/Participação       | 99 547  | 72,27   | 4,69    |           |         |
| Fonte                   | Fonte                         | [ 110 ] | [ 110 ] | [ 110 ] | [ 110 ]   | [ 110 ] |

#### Emigração
| Partido                                                    | Partido                                            | Votos     | %       | +/-     | Deputados | +/-     |
| ---------------------------------------------------------- | -------------------------------------------------- | --------- | ------- | ------- | --------- | ------- |
|                                                            | Partido Democrático                                | 285 429   | 26,44   | 2,86    | 5 / 12    | Estável |
|                                                            | Liga-Força Itália-Irmãos de Itália (a)             | 232 078   | 21,49   | 6,66    | 3 / 12    | 2       |
|                                                            | MoVimento 5 Estrelas                               | 188 933   | 17,50   | 7,82    | 1 / 12    | Estável |
|                                                            | Movimento Associativo dos Italianos no Estrangeiro | 104 538   | 9,68    | 4,65    | 1 / 12    | 1       |
|                                                            | União Sul-Americana dos Emigrantes Italianos       | 65 363    | 6,05    | 1,58    | 1 / 12    | Estável |
|                                                            | Livres e Iguais                                    | 61 714    | 5,71    | Novo    | 0 / 12    | Novo    |
|                                                            | Mais Europa                                        | 60 859    | 5,63    | Novo    | 1 / 12    | Novo    |
|                                                            | Lista Cívica Popular                               | 30 375    | 2,81    | Novo    | 0 / 12    | Novo    |
|                                                            | União Tricolor na América Latina                   | 24 939    | 2,31    | Novo    | 0 / 12    | Novo    |
|                                                            | Nós com a Itália                                   | 11 845    | 1,09    | Novo    | 0 / 12    | Novo    |
|                                                            | Outros (com menos de 1,00%)                        | 13 457    | 1,23    |         | 0 / 12    |         |
| Votos Inválidos                                            |                                                    |           |         |         |           |         |
| Total                                                      | Total                                              | 1 079 530 | 100     |         | 12 / 12   |         |
| Eleitorado/Participação                                    | Eleitorado/Participação                            | 4 230 854 | 25,52   | 7,07    |           |         |
| Fonte                                                      | Fonte                                              | [ 111 ]   | [ 111 ] | [ 111 ] | [ 111 ]   | [ 111 ] |
| (a) 2 deputados da Liga Norte e 1 deputado da Força Itália |                                                    |           |         |         |           |         |

### Senado

#### (Excluindo o Vale de Aosta e Emigração)
| Partido                 | Partido                     | Partido                     | Método Uninominal | Método Uninominal | Método Uninominal | Método Proporcional | Método Proporcional | Método Proporcional | Método Proporcional | Total     | +/-     |
| Partido                 | Partido                     | Partido                     | Votos             | %                 | Senadores         | Votos               | %                   | +/-                 | Senadores           | Total     | +/-     |
| ----------------------- | --------------------------- | --------------------------- | ----------------- | ----------------- | ----------------- | ------------------- | ------------------- | ------------------- | ------------------- | --------- | ------- |
|                         |                             | Liga                        | 11 323 360        | 37,49             | 20 / 115          | 5 317 019           | 17,63               | 13,29               | 37 / 193            | 57 / 308  | 40      |
|                         | Força Itália                | 22 / 115                    | 11 323 360        | 37,49             | 4 352 380         | 14,43               | 7,87                | 33 / 193            | 55 / 308            | 44        |         |
|                         | Irmãos de Itália            | 10 / 115                    | 11 323 360        | 37,49             | 1 286 122         | 4,26                | 2,33                | 7 / 193             | 17 / 308            | 17        |         |
|                         | Nós com a Itália            | 5 / 115                     | 11 323 360        | 37,49             | 361 737           | 1,19                | Novo                | 0 / 193             | 5 / 308             | Novo      |         |
| Centro-direita (Total)  | Centro-direita (Total)      | 57 / 115                    | 11 323 360        | 37,49             | 11 317 258        | 37,51               | 6,79                | 77 / 193            | 134 / 308           | 17        |         |
|                         | MoVimento 5 Estrelas        | MoVimento 5 Estrelas        | 9 729 621         | 32,22             | 45 / 115          | 9 713 763           | 32,21               | 8,41                | 68 / 193            | 113 / 308 | 59      |
|                         |                             | Partido Democrático         | 6 943 450         | 22,99             | 8 / 115           | 5 768 101           | 19,12               | 8,32                | 43 / 193            | 51 / 308  | 58      |
|                         | Mais Europa                 | 1 / 115                     | 6 943 450         | 22,99             | 712 844           | 2,36                | Novo                | 0 / 193             | 1 / 308             | Novo      |         |
|                         | Juntos                      | 0 / 115                     | 6 943 450         | 22,99             | 163 028           | 0,54                | Novo                | 0 / 193             | 0 / 308             | Novo      |         |
|                         | Lista Cívica Popular        | 1 / 115                     | 6 943 450         | 22,99             | 157 205           | 0,52                | Novo                | 0 / 193             | 1 / 308             | Novo      |         |
|                         | SVP-PATT                    | 2 / 115                     | 6 943 450         | 22,99             | 128 282           | 0,42                | 0,12                | 1 / 193             | 3 / 308             | 1         |         |
| Centro-esquerda (Total) | Centro-esquerda (Total)     | 13 / 115                    | 6 943 450         | 22,99             | 6 929 460         | 22,96               | 8,67                | 44 / 193            | 57 / 308            | 52        |         |
|                         | Livres e Iguais             | Livres e Iguais             | 990 500           | 3,28              | 1 / 115           | 987 706             | 3,27                | Novo                | 4 / 193             | 5 / 308   | Novo    |
|                         | Poder para o Povo           | Poder para o Povo           | 320 210           | 1,06              | 0 / 115           | 319 094             | 1,05                | Novo                | 0 / 193             | 0 / 308   | Novo    |
|                         | Outros (com menos de 1,00%) | Outros (com menos de 1,00%) | 889 601           | 2,96              | 0 / 115           | 887 740             | 3,00                |                     | 0 / 193             | 0 / 308   |         |
| Votos Inválidos         | Votos Inválidos             | Votos Inválidos             | 1 091 061         | 3,22              |                   | 1 069 240           | 3,42                | 0,15                |                     |           |         |
| Total                   | Total                       | Total                       | 33 916 460        | 100               | 115 / 115         | 31 224 261          | 100                 |                     | 193 / 193           | 308 / 308 |         |
| Eleitorado/Participação | Eleitorado/Participação     | Eleitorado/Participação     | 46 505 499        | 72,93             |                   | 46 505 499          | 72,93               | 2,18                |                     |           |         |
| Fonte                   | Fonte                       | Fonte                       | [ 109 ]           | [ 109 ]           | [ 109 ]           | [ 109 ]             | [ 109 ]             | [ 109 ]             | [ 109 ]             | [ 109 ]   | [ 109 ] |

#### Vale de Aosta
| Partido                 | Partido                       | Votos   | %       | +/-     | Senadores | +/-     |
| ----------------------- | ----------------------------- | ------- | ------- | ------- | --------- | ------- |
|                         | Coligação Vale de Aosta       | 15 958  | 25,76   | 11,28   | 1 / 1     | Estável |
|                         | MoVimento 5 Estrelas          | 14 398  | 23,24   | 2,53    | 0 / 1     | Estável |
|                         | Liga                          | 11 004  | 17,76   | 13,83   | 0 / 1     | Estável |
|                         | Por Todos, Para Todos         | 9 659   | 15,59   | Novo    | 0 / 1     | Novo    |
|                         | Força Itália-Irmãos de Itália | 5 223   | 8,43    | -       | 0 / 1     | -       |
|                         | Resposta Cívica               | 1 911   | 3,08    | Novo    | 0 / 1     | Novo    |
|                         | Poder para o Povo             | 1 688   | 2,72    | Novo    | 0 / 1     | Novo    |
|                         | CasaPound                     | 1 207   | 1,94    | Novo    | 0 / 1     | Novo    |
|                         | Partido Valor Humano          | 890     | 1,43    | Novo    | 0 / 1     | Novo    |
| Votos Inválidos         | Votos Inválidos               | 4 728   | 7,09    | 0,27    |           |         |
| Total                   | Total                         | 66 670  | 100     |         | 1 / 1     |         |
| Eleitorado/Participação | Eleitorado/Participação       | 92 087  | 72,39   | 4,69    |           |         |
| Fonte                   | Fonte                         | [ 110 ] | [ 110 ] | [ 110 ] | [ 110 ]   | [ 110 ] |

#### Emigração
| Partido                         | Partido                                            | Votos     | %       | +/-     | Senadores | +/-     |
| ------------------------------- | -------------------------------------------------- | --------- | ------- | ------- | --------- | ------- |
|                                 | Partido Democrático                                | 268 612   | 27,09   | 3,60    | 2 / 6     | 2       |
|                                 | Liga-Força Itália-Irmãos de Itália (a)             | 218 553   | 22,04   | 6,84    | 2 / 6     | 2       |
|                                 | MoVimento 5 Estrelas                               | 174 948   | 17,64   | 7,63    | 0 / 6     | Estável |
|                                 | Movimento Associativo dos Italianos no Estrangeiro | 107 879   | 10,88   | 2,56    | 1 / 6     | Estável |
|                                 | União Sul-Americana dos Emigrantes Italianos       | 65 069    | 6,56    | 2,29    | 1 / 6     | 1       |
|                                 | Livres e Iguais                                    | 55 279    | 5,57    | Novo    | 0 / 6     | Novo    |
|                                 | Mais Europa                                        | 52 494    | 5,29    | Novo    | 0 / 6     | Novo    |
|                                 | Lista Cívica Popular                               | 31 293    | 3,15    | Novo    | 0 / 6     | Novo    |
|                                 | Nós com a Itália                                   | 10 404    | 1,04    | Novo    | 0 / 6     | Novo    |
|                                 | Outros (com menos de 1,00%)                        | 6 680     | 0,67    |         | 0 / 6     |         |
| Votos Inválidos                 |                                                    |           |         |         |           |         |
| Total                           | Total                                              |           |         |         | 6 / 6     |         |
| Eleitorado/Participação         | Eleitorado/Participação                            | 3 835 780 |         |         |           |         |
| Fonte                           | Fonte                                              | [ 111 ]   | [ 111 ] | [ 111 ] | [ 111 ]   | [ 111 ] |
| (a) 2 senadores da Força Itália |                                                    |           |         |         |           |         |

## Resultados por Distrito Eleitoral

### Câmara dos Deputados

#### Método Proporcional
| Distrito Eleitoral  | %    | D   | %    | D  | %    | D    | %    | D  | %   | D   | %   | D  | %   | D  | %   | D   | %   | D   | %    | D   | D   | Votantes   |
| Distrito Eleitoral  | M5S  | M5S | PD   | PD | Liga | Liga | FI   | FI | FdI | FdI | LU  | LU | +E  | +E | NCI | NCI | PaP | PaP | SVP  | SVP | D   | Votantes   |
| ------------------- | ---- | --- | ---- | -- | ---- | ---- | ---- | -- | --- | --- | --- | -- | --- | -- | --- | --- | --- | --- | ---- | --- | --- | ---------- |
| Piemonte 1          | 28,5 | 4   | 22,4 | 4  | 19,2 | 3    | 12,1 | 2  | 3,6 | -   | 4,5 | 1  | 4,7 | -  | 0,6 | -   | 1,4 | -   | -    | -   | 14  | 1 320 192  |
| Piemonte 2          | 24,3 | 3   | 18,3 | 3  | 26,3 | 4    | 14,8 | 2  | 4,5 | 1   | 3,0 | 1  | 3,2 | -  | 0,9 | -   | 0,9 | -   | -    | -   | 14  | 1 220 735  |
| Lombardia 1         | 23,2 | 6   | 23,2 | 7  | 22,1 | 6    | 14,3 | 4  | 4,0 | 1   | 3,5 | 1  | 4,7 | -  | 1,0 | -   | 1,0 | -   | -    | -   | 24  | 2 248 842  |
| Lombardia 2         | 20,7 | 3   | 18,9 | 3  | 31,9 | 5    | 13,8 | 2  | 3,9 | 1   | 2,4 | -  | 2,8 | -  | 1,1 | -   | 0,6 | -   | -    | -   | 14  | 1 260 063  |
| Lombardia 3         | 18,0 | 3   | 20,1 | 4  | 34,3 | 5    | 12,8 | 2  | 4,4 | 1   | 2,5 | -  | 2,4 | -  | 0,9 | -   | 0,9 | -   | -    | -   | 15  | 1 305 919  |
| Lombardia 4         | 22,7 | 3   | 20,5 | 3  | 28,3 | 3    | 14,6 | 2  | 4,0 | -   | 2,6 | -  | 2,3 | -  | 0,7 | -   | 0,8 | -   | -    | -   | 11  | 945 493    |
| Trentino-Alto Ádige | 19,5 | 1   | 14,7 | -  | 19,2 | 2    | 7,0  | -  | 2,6 | -   | 3,9 | -  | 2,5 | -  | 0,5 | -   | 1,0 | -   | 24,2 | 2   | 5   | 592 33     |
| Veneto 1            | 25,0 | 3   | 17,5 | 3  | 31,9 | 4    | 10,3 | 1  | 3,7 | 1   | 2,9 | -  | 2,8 | -  | 0,7 | -   | 0,7 | -   | -    | -   | 12  | 1 153 170  |
| Veneto 2            | 23,9 | 5   | 16,2 | 4  | 32,3 | 7    | 10,8 | 2  | 4,5 | 1   | 2,6 | -  | 2,7 | -  | 1,4 | -   | 0,6 | -   | -    | -   | 19  | 1 781 237  |
| Friuli-Veneza Júlia | 24,6 | 2   | 18,7 | 2  | 25,8 | 2    | 10,7 | 1  | 5,3 | 1   | 3,2 | -  | 3,4 | -  | 1,2 | -   | 0,9 | -   | -    | -   | 8   | 713 973    |
| Ligúria             | 30,1 | 3   | 19,7 | 2  | 19,9 | 3    | 12,7 | 1  | 3,8 | -   | 4,4 | 1  | 3,4 | -  | 0,9 | -   | 1,4 | -   | -    | -   | 10  | 885 066    |
| Emília-Romanha      | 27,5 | 8   | 26,4 | 9  | 19,2 | 6    | 9,9  | 3  | 3,3 | 1   | 4,5 | 1  | 3,1 | -  | 0,6 | -   | 1,2 | -   | -    | -   | 28  | 2 604 664  |
| Toscana             | 24,7 | 6   | 29,6 | 9  | 17,4 | 4    | 9,9  | 3  | 4,2 | 1   | 4,6 | 1  | 2,9 | -  | 0,6 | -   | 2,0 | -   | -    | -   | 24  | 2 200 959  |
| Úmbria              | 27,5 | 2   | 24,8 | 2  | 20,2 | 1    | 11,2 | 1  | 4,9 | -   | 3,0 | -  | 1,9 | -  | 0,5 | -   | 1,3 | -   | -    | -   | 6   | 525 978    |
| Marche              | 35,6 | 4   | 21,3 | 2  | 17,3 | 2    | 9,9  | 1  | 4,9 | 1   | 2,9 | -  | 1,9 | -  | 1,0 | -   | 1,1 | -   | -    | -   | 10  | 915 119    |
| Lazio 1             | 32,3 | 8   | 20,5 | 6  | 11,8 | 3    | 11,7 | 3  | 9,0 | 3   | 4,0 | 1  | 3,9 | -  | 0,7 | -   | 1,8 | -   | -    | -   | 24  |            |
| Lazio 2             | 34,5 | 5   | 15,0 | 2  | 16,5 | 3    | 16,3 | 2  | 6,7 | 1   | 2,8 | -  | 1,7 | -  | 1,2 | -   | 1,0 | -   | -    | -   | 13  |            |
| Abruzzo             | 39,9 | 4   | 13,8 | 2  | 13,8 | 2    | 14,4 | 1  | 5,0 | -   | 2,6 | -  | 1,9 | -  | 2,3 | -   | 1,3 | -   | -    | -   | 9   | 786 533    |
| Molise              | 44,8 | -   | 15,2 | -  | 8,7  | -    | 16,1 | -  | 3,1 | -   | 3,7 | 1  | 1,2 | -  | 1,9 | -   | 1,1 | -   | -    | -   | 1   | 182 007    |
| Campânia 1          | 54,1 | 11  | 12,2 | 3  | 2,9  | 1    | 18,0 | 4  | 2,6 | -   | 3,1 | 1  | 1,2 | -  | 1,6 | -   | 1,8 | -   | -    | -   | 20  | 1 569 793  |
| Campânia 2          | 44,5 | 8   | 14,2 | 3  | 5,8  | 1    | 18,4 | 4  | 4,4 | 1   | 2,8 | 1  | 1,5 | -  | 1,8 | -   | 1,2 | -   | -    | -   | 18  | 1 539 573  |
| Apúlia              | 44,9 | 12  | 13,7 | 4  | 6,2  | 2    | 18,7 | 6  | 3,8 | 1   | 3,5 | 1  | 1,4 | -  | 3,5 | -   | 1,0 | -   | -    | -   | 26  | 2 257 628  |
| Basilicata          | 44,4 | 2   | 16,1 | 1  | 6,3  | -    | 12,4 | 1  | 3,7 | -   | 6,4 | -  | 1,2 | -  | 3,0 | -   | 1,3 | -   | -    | -   | 4   | 329 087    |
| Calábria            | 43,4 | 5   | 14,3 | 2  | 5,6  | 1    | 20,1 | 3  | 4,6 | -   | 2,8 | 1  | 1,0 | -  | 1,9 | -   | 1,1 | -   | -    | -   | 12  | 981 045    |
| Sicília 1           | 48,2 | 8   | 10,6 | 2  | 5,2  | 1    | 21,1 | 3  | 3,6 | 1   | 3,2 | 1  | 1,2 | -  | 3,0 | -   | 0,8 | -   | -    | -   | 16  | 1 161 710  |
| Sicília 2           | 49,3 | 9   | 12,3 | 2  | 5,1  | 1    | 20,1 | 3  | 3,7 | 1   | 2,6 | 1  | 1,1 | -  | 1,8 | -   | 0,7 | -   | -    | -   | 17  | 1 353 640  |
| Sardenha            | 42,5 | 5   | 14,8 | 2  | 10,8 | 1    | 14,8 | 2  | 4,0 | 1   | 3,1 | -  | 2,0 | -  | 1,4 | -   | 0,9 | -   | -    | -   | 11  | 896 495    |
| Itália              | 32,7 | 133 | 18,7 | 86 | 17,4 | 73   | 14,0 | 59 | 4,4 | 19  | 3,4 | 14 | 2,6 | -  | 1,3 | -   | 1,1 | -   | 0,4  | 2   | 385 | 33 916 460 |